# Byske kommunala realskola
Byske kommunala realskola var en kommunal realskola i Byske verksam från 1950-talet till 1968.

## Historia
Skolan bildades under 1950-talet
Realexamen gavs från åtminstone 1961 till 1968.
Skolan huserade på Ytterstfors skola till 1965 för att därefter flytta det som kom att kallas Byske centralskola.